# Relieve (arte)

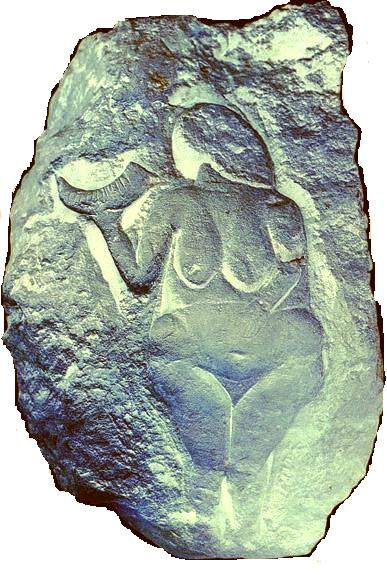
Venus de Laussel, una de las llamadas venus paleolíticas.

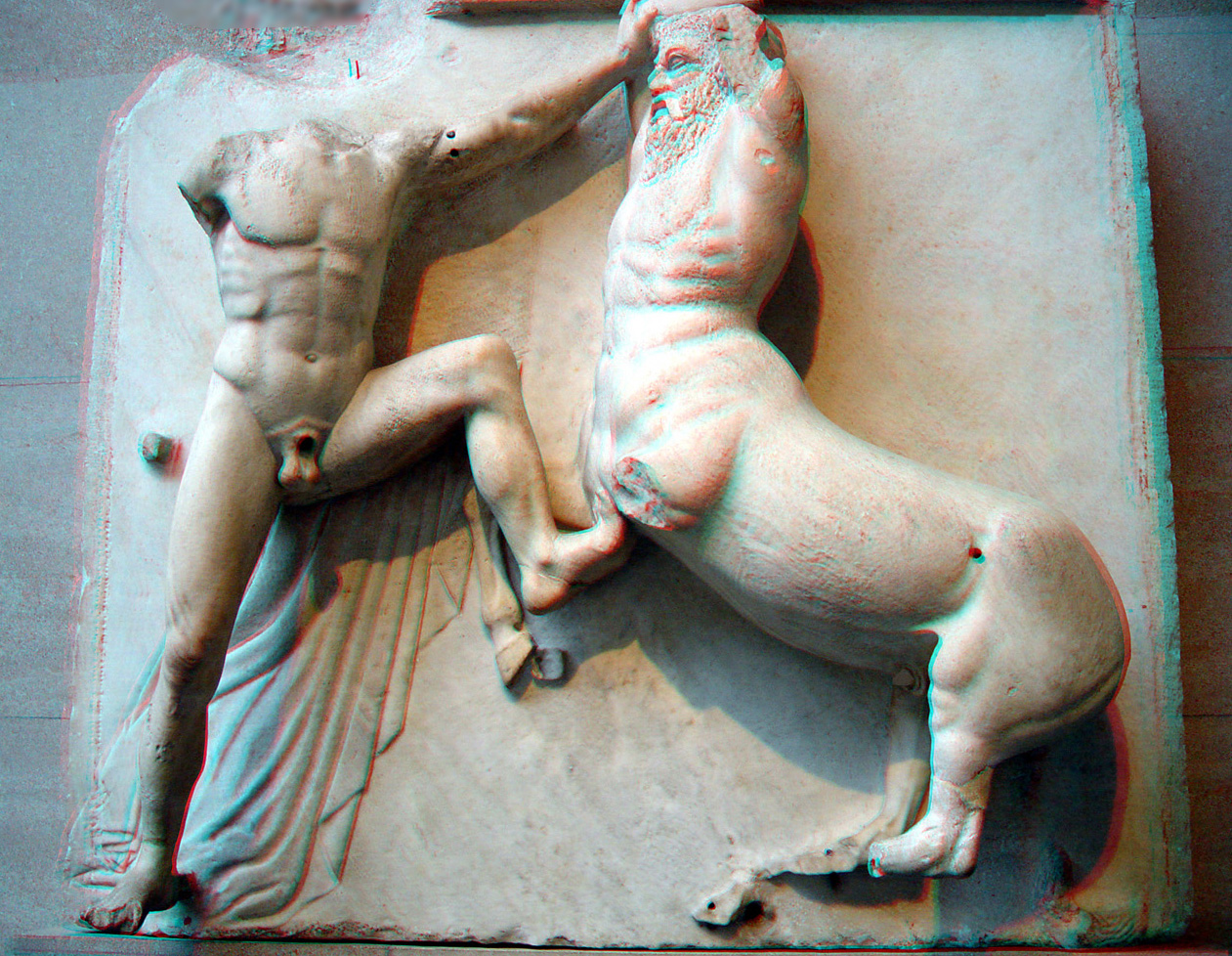
Lucha de lápitas y centauros. Altorrelieve del Partenón.

Los relieves son una técnica escultórica de las que se habla, a diferencia de las esculturas de bulto redondo (que se esculpen reproduciendo su relieve o profundidad natural), están integrados en un muro, generalmente, o en caso de ser arte mobiliar, al soporte que los enmarca. Los relieves son muy comunes, particularmente, como decoración exterior de los edificios monumentales, como los templos. El friso del orden corintio se suele decorar con bajorrelieves, mientras que el altorrelieve puede verse en los frontones de templos clásicos, como el Partenón.
Los relieves pueden usarse para representar una escena aislada o ser parte de una secuencia narrativa. A pesar de las limitaciones técnicas que impone la disminución de la tercera dimensión que les es propia, el detalle con el que se esculpen puede llegar hasta mostrar los detalles de la musculatura.

## Elaboración de un relieve

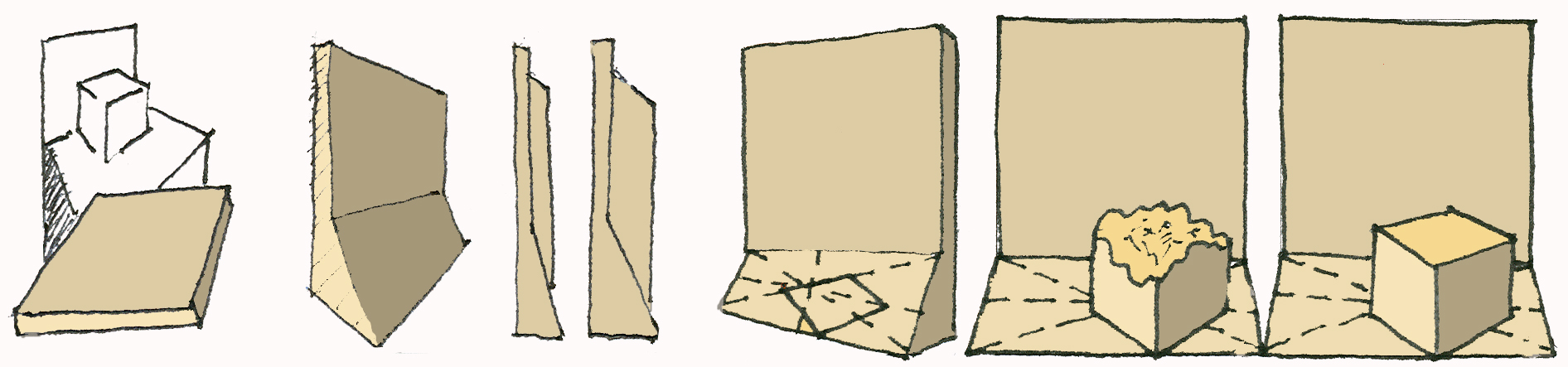
Pasos en la construcción de un relieve.

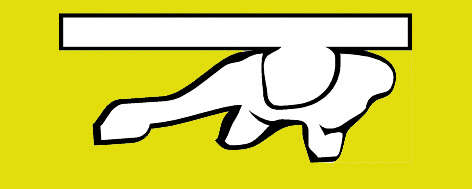
Esquema de altorrelieve

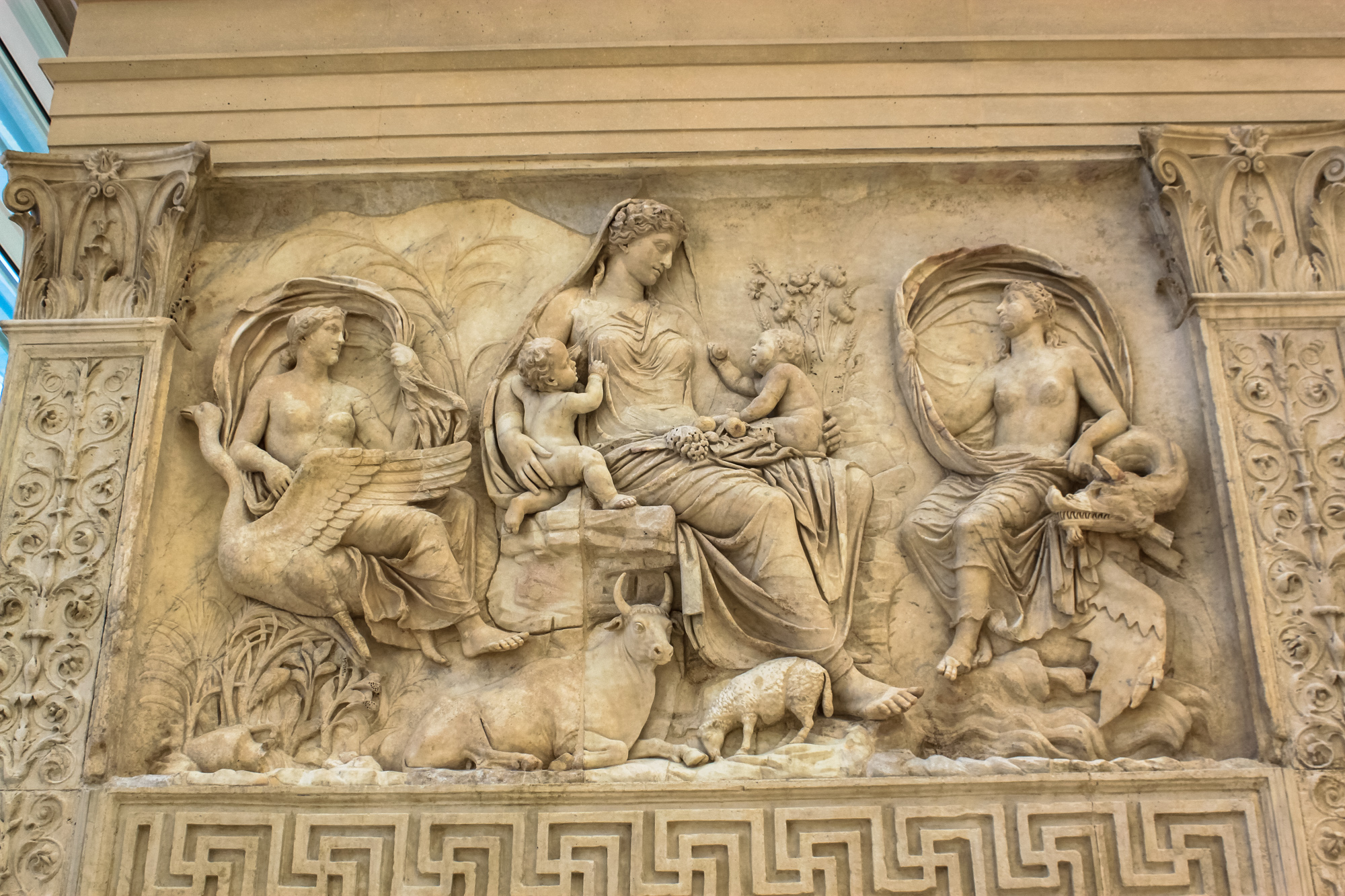
Mezcla de alto y bajo relieve, en el Ara Pacis romano, colocado para ser visto desde abajo. Fondo en bajo relieve.

1. Dibujamos el modelo a representar desde el punto de vista elegido y con el encuadre que decidamos.
2. Preparamos una plancha de barro para el fondo (real o imaginario) de la escena, paralelo al plano de representación. Sobre esta placa calcamos el dibujo.
3. Para representar el plano horizontal de la base construimos un plano inclinado a partir del cual generaremos todo el relieve. La inclinación que le demos a ese plano determinará la profundidad del relieve.
4. Mediante una retícula, o cualquier otro sistema, trasladamos las bases de los objetos a nuestro plano horizontal (ahora inclinado). Deberemos tener en cuenta que por efecto de la perspectiva las paralelas de las bases aparecerán fugadas (convergentes hacia los puntos de fuga).
5. A partir de las bases dibujadas levantaremos los objetos de la composición cuidando de que las verticales sean paralelas al fondo.
6. El plano horizontal superior de los objetos será también un plano inclinado, pero su inclinación será convergente hacia el punto de fuga con el plano de la base. El dibujo hecho previamente unido a las aristas verticales dará la pauta de los vértices de estos planos y por lo tanto de su inclinación.

## Tipos de relieve

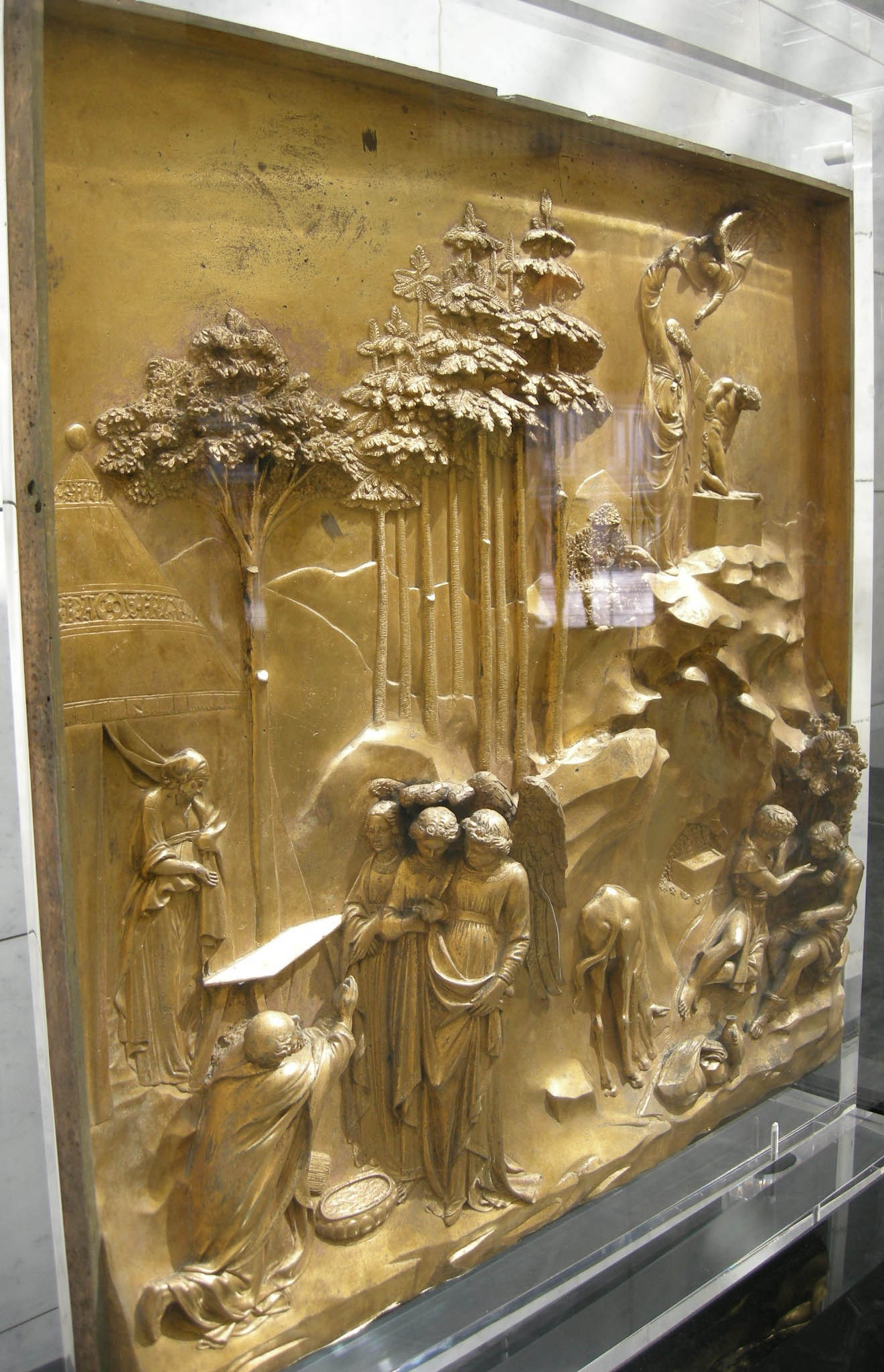
Vista lateral de las Puertas del Paraíso de bronce dorado fundido de Lorenzo Ghiberti en el Baptisterio de Florencia, que combinan figuras principales en altorrelieve con fondos principalmente en bajorrelieve.

Los tipos de relieves dependen de la forma en que las figuras representadas se adosan al muro que los contiene y en la forma en que se reduce la profundidad para representar la tercera dimensión; y por tanto, en cuánto se limita a la frontalidad el punto de vista de su contemplación. Cuanto más «alto» es el relieve, menos se reduce la profundidad y más se esculpen las figuras la totalidad de su contorno, excepto en la parte que están adosadas al fondo, de modo que es posible la contemplación desde varios puntos de vista; cuanto más «bajo» es el relieve, más se reduce la profundidad y menos contorno se esculpe, de modo que los puntos de vista para su contemplación se limitan hasta reducirse al frontal.
- Escultura en relieve: la imagen se talla en el mismo bloque del material que le sirve de soporte (piedra, cristal o madera), creando un volumen «interior», donde la materia circundante se desgasta para dejar resaltada la imagen. El punto de vista para su contemplación solo puede ser frontal.

- Bajorrelieve o bajo relieve: las figuras sobresalen del fondo menos de la mitad; la tercera dimensión se comprime, quedando a escasa profundidad, como ocurre necesariamente en los trabajos de numismática. Aunque no es lo habitual, el bajorrelieve puede mostrar algunas partes destacadas de una figura, rostros e incluso algunos cuerpos, en relieve natural.

- Mediorrelieve o medio relieve: las figuras sobresalen del fondo aproximadamente la mitad de su grueso.[1]

- Altorrelieve o alto relieve: las figuras resaltan más de la mitad de su grosor sobre su entorno.[2]

- Relieve hundido, huecorrelieve o hueco relieve: relieve donde la representación de las figuras se consigue mediante la incisión de sus contornos. Se crea un volumen interior, por lo que la figura queda resaltada. Solo es observable frontalmente. Se limita en gran medida al arte del Antiguo Egipto.

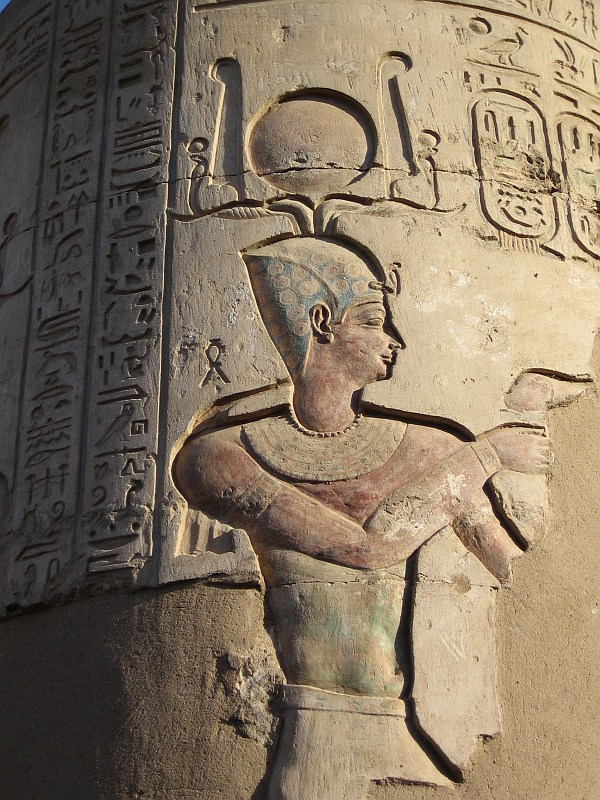
Relieve hundido: templo de Kom Ombo (Egipto)
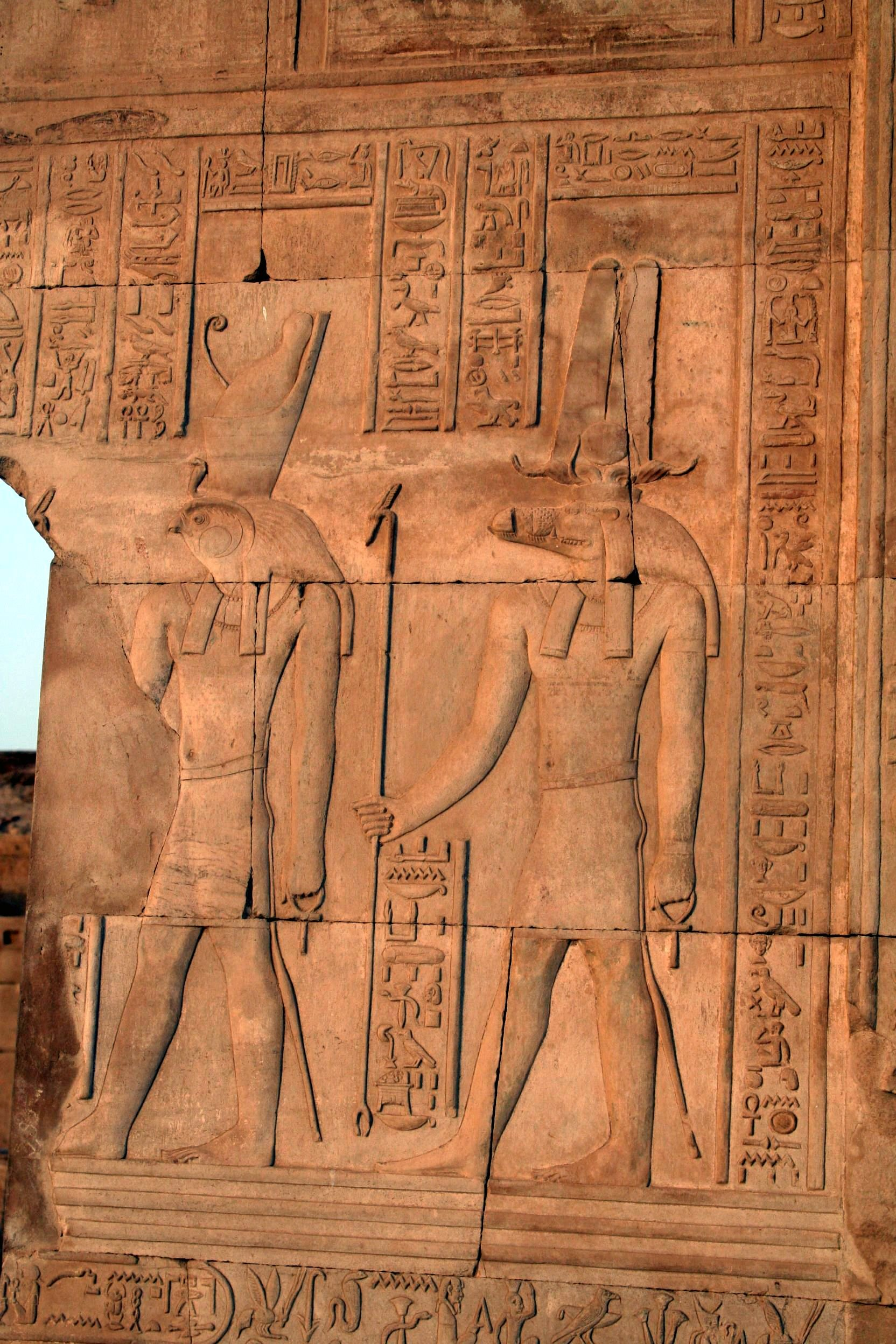
Bajorrelieve: Horus y Sobek en Kom Ombo.
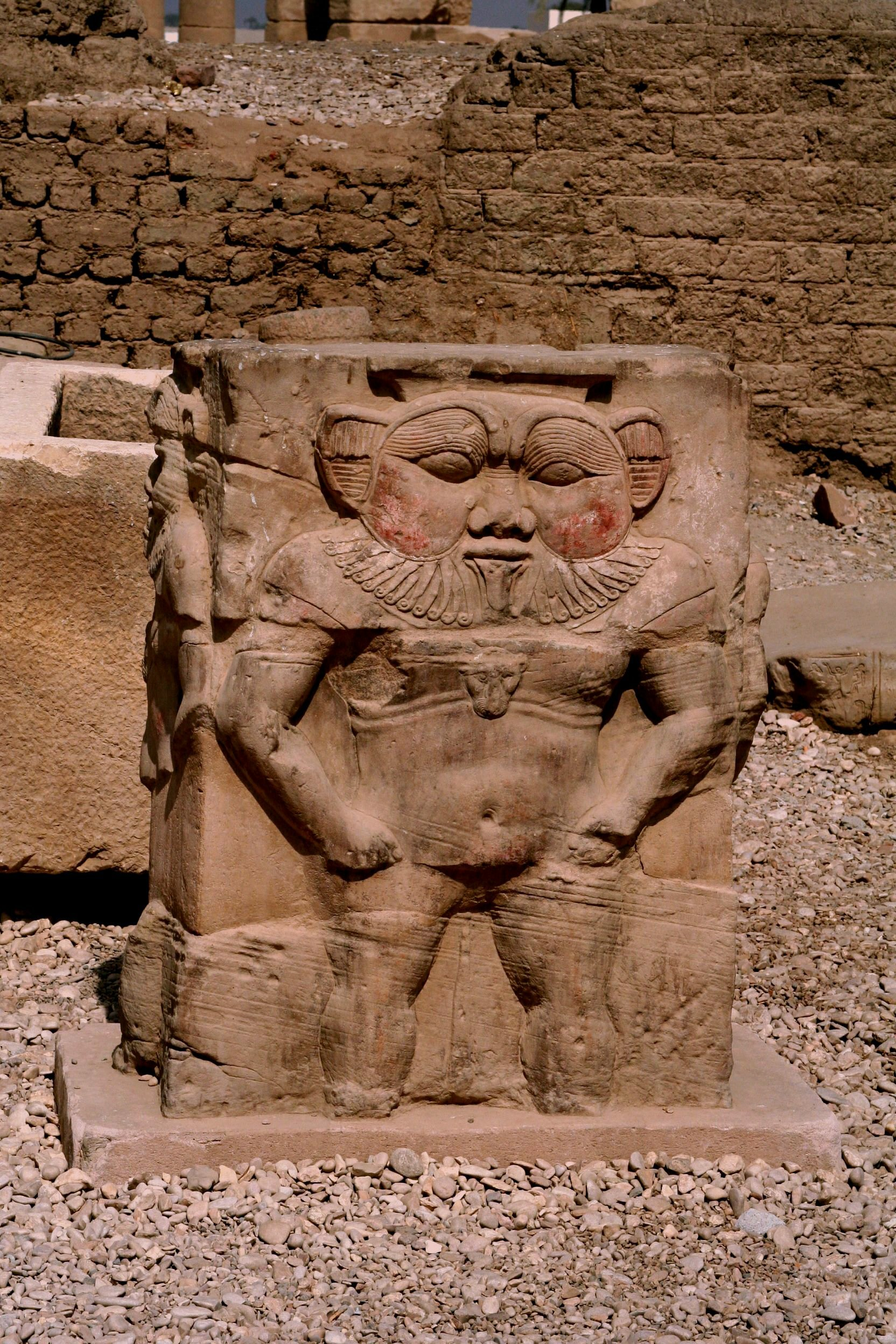
Mediorrelieve: imagen de Bes en Dendera.
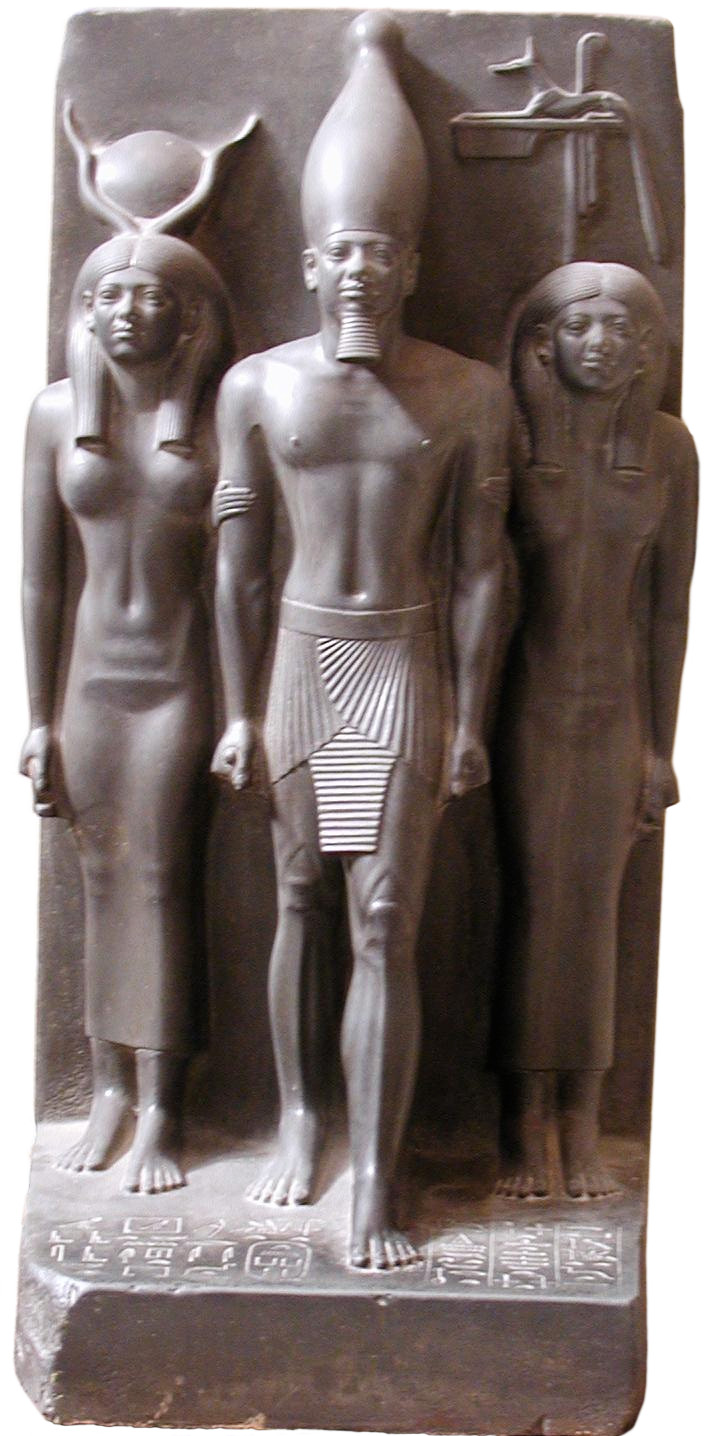
Altorrelieve (figuras laterales) y medio bulto (la central): tríada de Micerino.
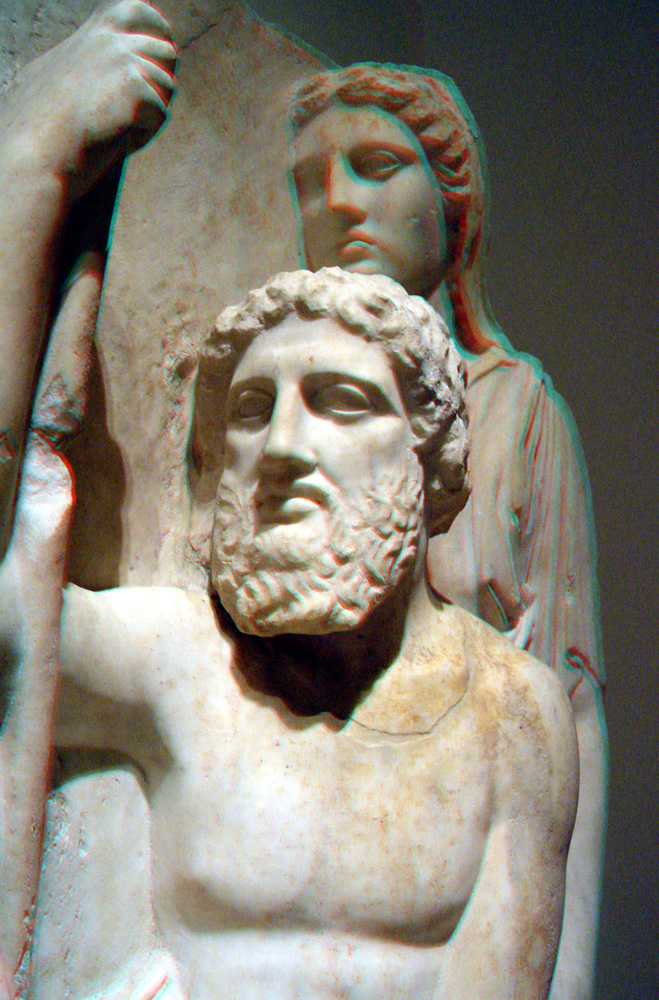
Pareja griega en altorrelieve.
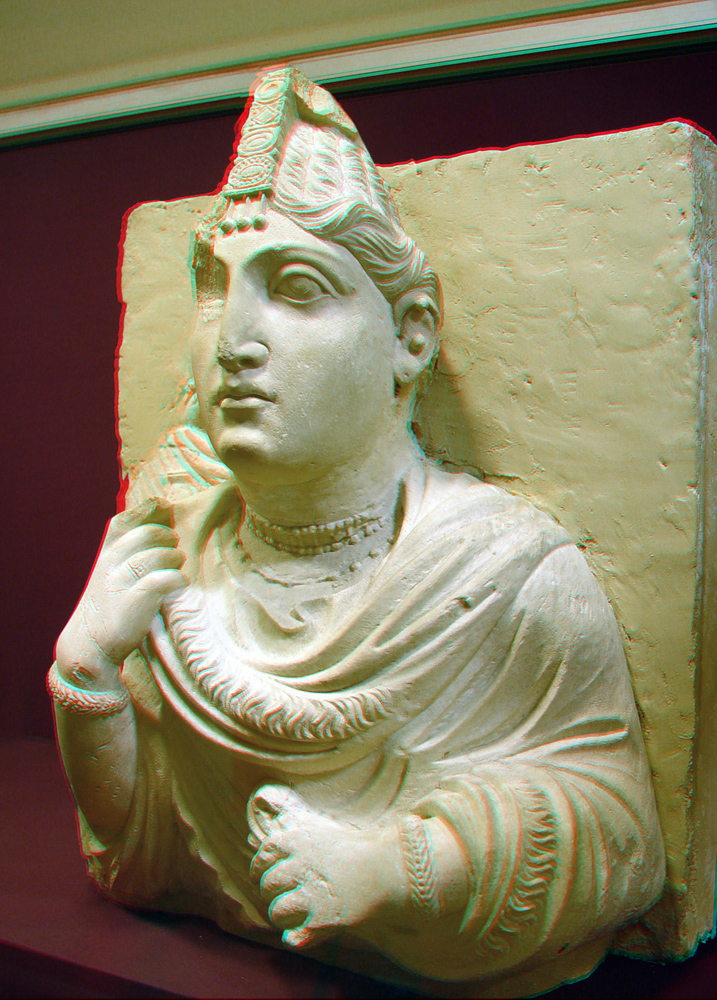
Figura de Palmira, British Museum.
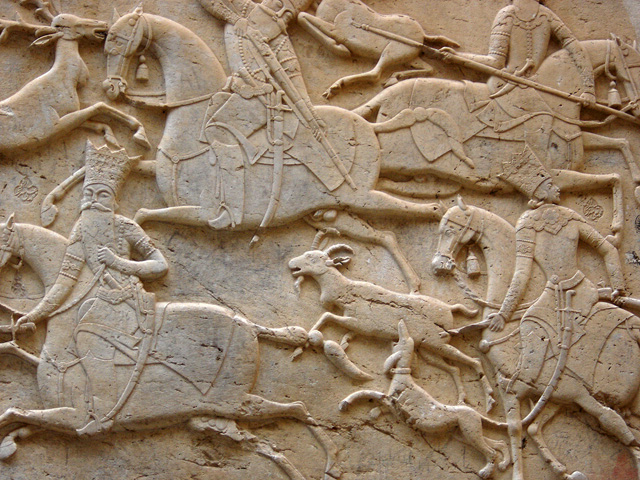
Relieve persa de la era Qajar, estilo de Persépolis. Tangeh Savashi.
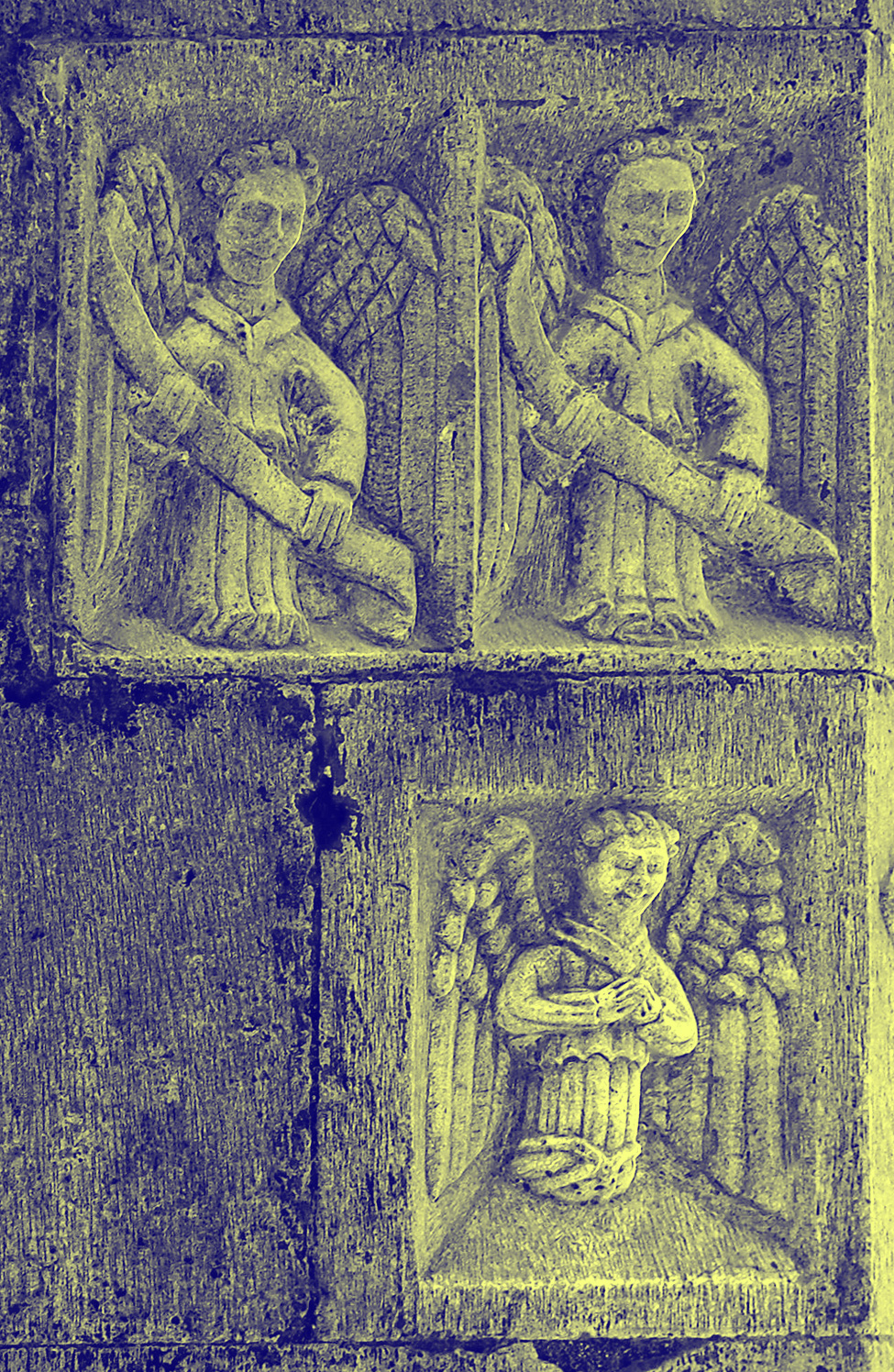
Ángeles de la Catedral de Clonfert, Co Galway, Irlanda.

## Aplicaciones del relieve
- Huecograbado
- Relieve en roca.